# 廍子村百年古井
24°00′23″N 120°29′19″E / 24.006483°N 120.488504°E
廍子村百年古井，位於臺灣彰化縣埔鹽鄉廍子村施家古厝旁，原是台灣清治時期為製糖而建，2006年整修作為社區營造。

## 歷史

### 由來

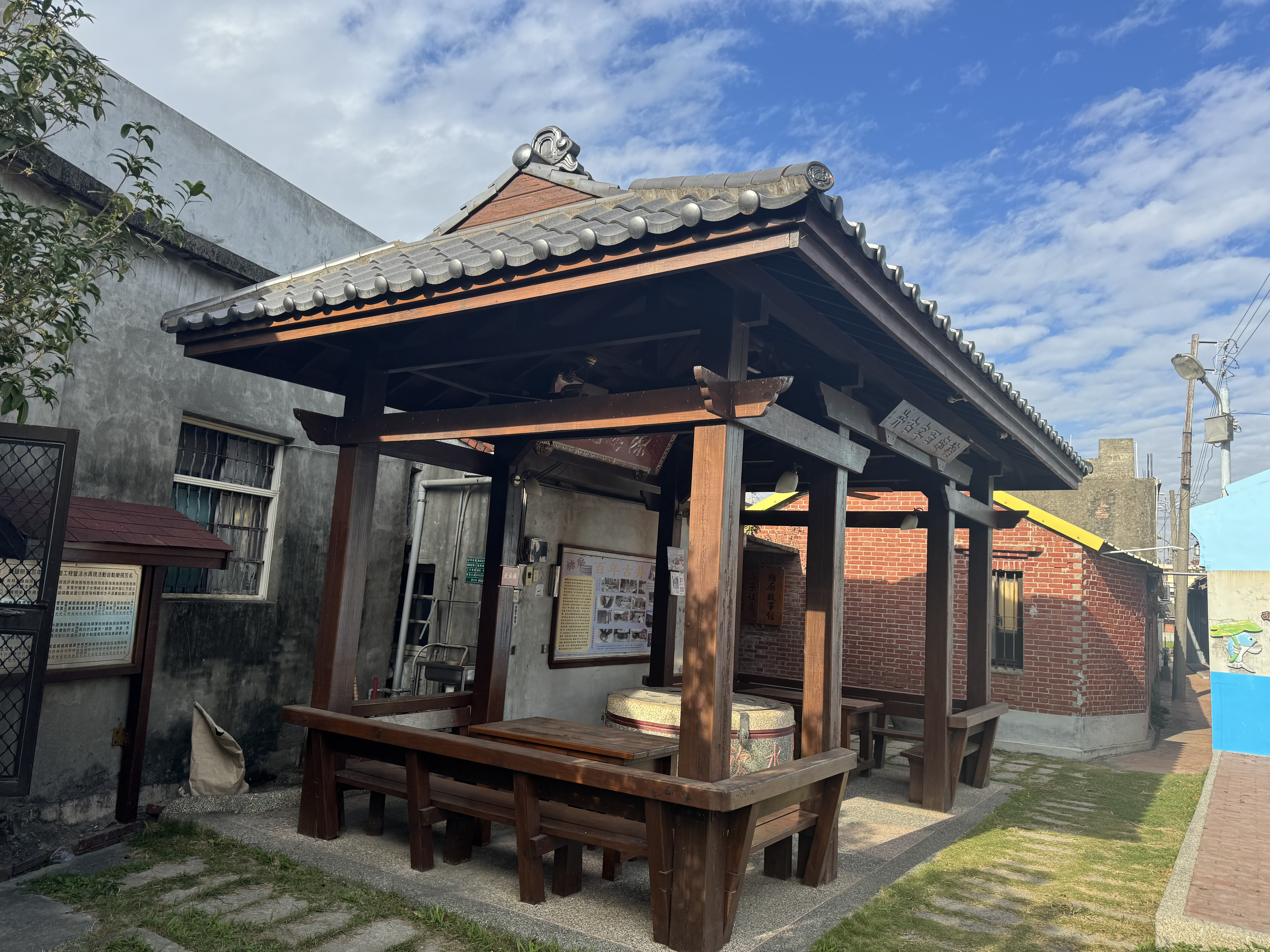
井亭

廍子村百年古井是清治時期由在瓦磘定居的施曾登在今廓子村第九、十鄰開設糖廍時開鑿。深度約30台尺、寬5台尺。糖廍交由施曾登兒子施金寶經營。
1902年左右，因興建新式糖廠，此處糖廓廢棄。施曾登子孫將糖廓改建為住屋，亦即現今的施家古厝。水井旁興建爐灶來燒熱水、作菜。據從小飲用此井水的前台南市警局長施淵源表示，兒時他們會在此玩水，還有孩童掉落井內但及時被救起。

### 整修

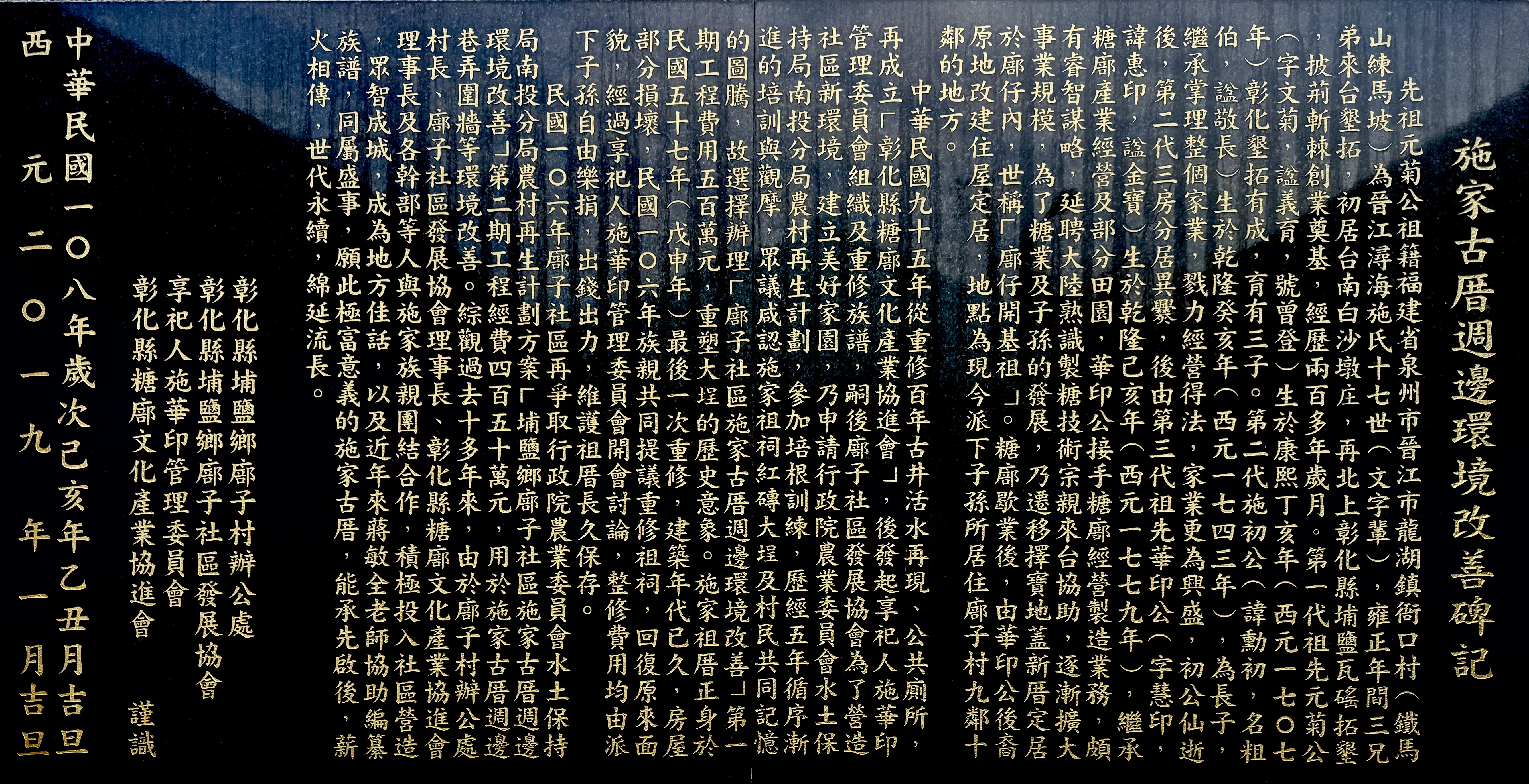
施家古厝週邊環境改善碑記

廍子村的施姓家族通常固定在農曆八月六日，回廍子村光明路一段36號的祖厝祭拜施曾登。2006年7月4日，施家子孫從各地來祭祖時，決定重整此水井。由施金枝先捐出新台幣3萬元，邀集廍子社區發展協會會長施瑜銘、首通汽車百貨董事長施守仁等人募資。施瑜銘認為修復此古井可配合施家古厝作為推動食農教育、環境教育和藝文教育等社區營造活動。之後以50萬元整修古井及周邊環境，於11月19日由彰化縣長卓伯源、埔鹽鄉長陳慶煌等人舉行揭牌儀式。
2009年2月13日，總統馬英九在勞委會主委王如玄陪伴下，來廍子村百年古井與地方代表座談。15日晚，施守仁以鹽鄉糖產業文化協進會理事長身分，在施家古厝席開16桌，以慶祝總統到訪。7月22日，社區重新啟用爐灶，居民一同在井旁聚會。
在2011年廍子社區獲全國社區評鑑優等第一名時，施瑜銘歸功於是當初大家修復了此井，開始修補冷漠的社群關係。2017年2月25日，社區在此慶祝古井修復10周年。施家子孫在修復水井後，決定要重修族譜，於是敦請文史專家蔣敏全撰寫《潯海衍派施公華印諡金寶派下族譜》，於2019年9月13日祭祖時舉行發表會。